# Slot (hudební skupina)
Slot (Слoт) je ruská rocková alternativní skupina založená 2. února 2002 v Moskvě. V současné sestavě skupiny účinkují Darija Stavrovič (zpěv), Igor Lobanov (zpěv), Sergej Bogoljubskij (kytara, aranžmá), Nikita Muravjev (bas-kytara), Vasilij Gorškov (bicí).
Od svého vzniku do roku 2021 vydala skupina 9 studiových alb, 2 remix alba, 2 mini alba, 2 živá DVD, vydala 20 samostatných písní a několik filmových písní a hudby k počítačové hře. Skupina Slot je známá pro svoje dlouhé koncertní šňůry po Rusku a států SNS, trvající déle než rok a také speciálními koncerty na kterých hrají převzaté písničky ruských a zahraničních interpretů. Skupina se pravidelně účastní velkých festivalů mezi něž patří například Našestvie «Нашествие», Kubana Dobrofest  «Доброфест», atd.

## Historie skupiny

### Začátek:«Slot 1», 2 vojny a Triniti «2 войны» и «Тринити»
Skupinu založili Igor (keš) Lobanov společně se Sergejem Bogoljubským a Denisem Chromych. První album skupiny s názvem Slot 1, vyšlo v roce 2003. Ženský hlas v albu patřil Tjeoně Dolnikovoj. Recenze na album byly rozporuplné, ale kritici se shodli na potenciálu skupiny.
Ještě v roce 2003 kapelu opustila Těona Dolnikova a o rok později skupinu opustil jeden ze zakladatelů Denis Chromych a bubeník Alexej Nazarčuk a na jejich místa přišli Uljana Jelina, Michal Koroljov.
S hlasem Uljany bylo natočeno druhé album skupiny 2 vojny «2 войны», které vyšlo v roce 2006. Také u této zpěvačky se však opakovala historie jako u její předchůdkyně Těony, kdy docházelo k osobním svárům s ostatními členy skupiny, a proto také Uljana Jelina spolu Michalem Koroljovem z kapely odchází.
Brzy na to si členové skupiny našli novou zpěvačku Dariju Stavrovič, která je v sestavě skupiny  dodnes. Novým hráčem na baskytaru se stal Michail Petrov. S novou zpěvačkou bylo album 2 vojny «2 войны» opět nahráno a vyšlo v roce 2007 pod názvem Dvě vojny «Две вoйны».
V daném roce skupina stihla realizovat třetí album s názvem Triniti «Тринити», a bylo nahráno ve stylu Nu metalu. Součástí alba byla i převzatá verze písničky Ulica Roz «Улица Роз» od skupiny Arija. Album získalo uznání hudebních kritiků.

### «4ever», «F5» a Šestoj «Шестой» (2008—2015)

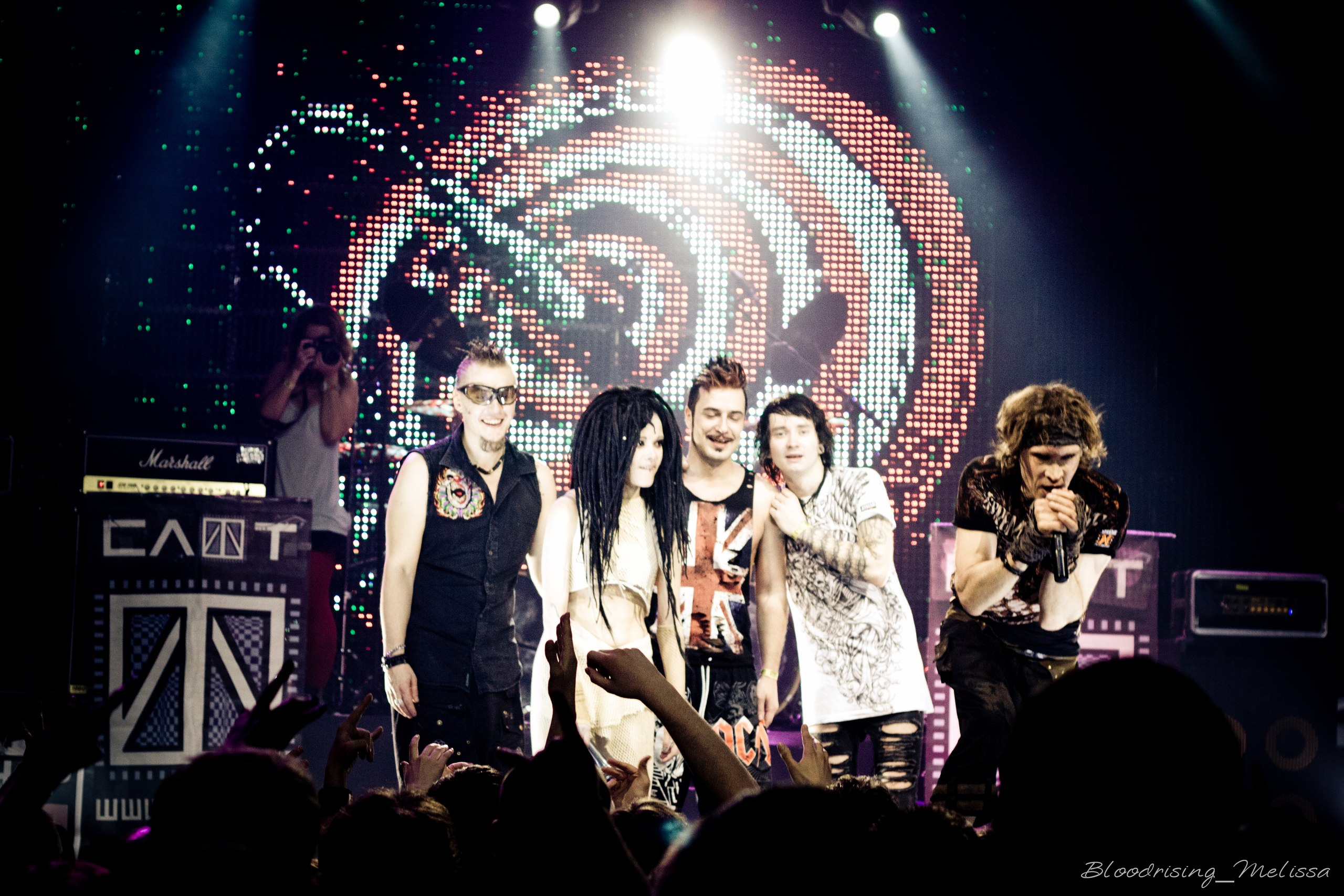
Skupina Slot na koncertě v Moskvě 9.4.2012

O dva roky později vyšlo čtvrté studiové album na jehož vytvoření se podílel legendární ruský muzikant kytarový mistr Sergej Konstantinovič Mavrin. Producentem alba, stejně jako předchozího byl Kirill Němoljajev. V daném roce opustil skupinu bas kytarista Michal Petrov a na jeho místo přišel Nikita Simonov.
V roce 2010 vyšlo album nejlepších písní skupiny The best Of.., a také první mini album skupiny s názvem Mirrors.
V březnu 2011 byl natočen videoklip «Kill me baby one more time». Pod režisérskou taktovkou Svjatoslava Podgajevského. Děl je inspirován příběhem, který se stal zpěvačce skupiny Dariji, jejíž přítel ji pod vlivem halucinace po požití drog chtěl uškrtit.
Na podzim roku 2011 následovala páté album skupiny s názvem F5. Při nahrávání jedné písně alba hostoval Artur Berkut, který v dané době byl člen skupiny Arija. Současně s tímto albem vyšlo dvojdiskové album Break The Code, které bylo sestavené z anglických variant starších písní, a proto není album zahrnuto v oficiálním číslování. Představení nové písně Odinokije ljudi «Одинокие Люди» proběhla ve vysílání radiostanice Naše rádio a tato píseň se stala velmi úspěšná v hitparádě Čartova Djužina «Чартова Дюжина», ve  které se udržela několik týdnů na prvním místě.
V roce 2013 vyšlo album «Шестой», které vzniklo za pomoci produktu hromadného financování. Jedna  ze skladeb Angel ili demon «Ангел или демон» se stala ústřední písní ke stejnojmennému seriálu na televizní stanici STS. O rok později opouští skupinu Nikita Simonov a na jeho místo přichází Nikita Muravjov.
Skupina se podílela na přípravě hudebních materiálů pro muzikál Vsjo o Zoluške «Всё о Золушке». Jedná se o básně Dmitrija Bykova na hudbu Raymonda Paula zpracované skupinou Slot. Premiéra se uskutečnila 22. října 2014 v Teatre mjuzikla «Театре мюзикла» v Moskvě. V následujícím roce 20. září 2015 vyšlo k muzikálové album sestávající z 15 písní.
V Petrohradě v kavárně Stoker «Стокер» 18. dubna 2014 byla před konáním autogramiády skupiny napadena bláznivým obdivovatelem zpěvačka Darija Stavrovič. Zpěvačka utrpěla od nože velmi vážné poranění na krku a musela být hospitalizovaná v nemocnici na jednotce intenzivní péče. Dárija podstoupila operaci cév na krku a průdušnice. Z nemocnice byla propuštěna 28. dubna 2014.
V roce 2015 vyšlo mini-album Boj «Бoй!» Toho roku odešel ze skupiny Kirill Kačanov a jeho místo zaujal Vasilij Gorškov.

### Septima a 200kVt «200 кВт» (2016—2018)
V únoru roku 2016 vychází sedmé studiové album Septima.
21. března 2018 skupina představila první samostatnou píseň z nového alba s názvem Na Mars «На Марс». Začátkem června téhož roku, byl představen animovaný klip k této písni. 9. listopadu vychází druhá samostatná píseň z připravovaného  alba a stala se ji píseň Kukuška «Кукушка». 30. listopadu vychází osmé studiové album skupiny pod názvem 200 kVt«200 кВт», album se odlišuje od ostatních alb velkým zapojením elektronických nástrojů.

### In da chaos. Re-play «Ин да хаос. Re-play» a Instinkt vyživanija «Инстинкт Выживания» (2019 —)
8. listopadu 2019 vyšla nová samostatná píseň MOSKVA «МОСКВА». Prezentace se uskutečnila 10. listopadu v Petrohradě a 6. prosince v Moskvě. Výtvarnou obálku k písni navrhl Igor Lobanov.
19. června 2020 vyšlo nové album skupiny In da chaos. Replay «Ин да хаос. Re-play». Bylo nahrané v domácích podmínkách během karantény způsobené virem Covid 19. Jedná se o starší populární písně nahrané v novém aranžmá.

7. prosince 2020 vyšel videoklip Stadija gnjeva «Стадия гнева», natočené Sergejem Šubinym, hlavní lídrem a zpěvákem skupiny Biopsyhoz.
Igor Lobanov: Písně vznikaly v našem dobrovolném tvůrčím vězení příměstského domu. Jedna z ojedinělých písní, která po měsíci práce nejen s hotovou hudbou a se skoro dopsaným textem.

V něm preparujeme pět psychických fází přijetí těžké události a náš hrdina ignoruje obchod, depresi a samotné přijetí a zastaví se ve stadiu vzteku, neboť je pryč!".
26. února 2021 vyšlo nové album Instinkt Vyživanija Инстинкт Выживания. Album vzniklo v pronajatém domě v moskevské oblasti, kde v plné sestavě a potřebným technickým zázemím na něm skupina pracovala od srpna do září 2020.
Na podporu alba vyšlo 5 lyrických videoklipů Instinkt vyživanija «Инстинкт выживания», Norma «Норма», Big Bang, Džoker i Charli Kvinn «Джокер и Харли Квинн» a Černucha «Чернуха». Byl představen videoklip 17 let«17 лет», ve kterém si zahráli fanoušci skupiny.
Prezentace alba proběhla 15. května v Petrohradě v klubu Kosmonavt «Космонавт» a 28. května v Moskvě v klubu 1930 Moscow.

### Zajímavosti
Do vydání alba 200kw byla alba číslovaná. Číslo je buď uvedené v názvu Slot-1 «Слот-1», 2 vojny «2 войны» a nebo je zastřené  (Trinity«Тринити», «Septima»)
Jedním z charakteristických rysů skupiny je hlas dvou zpěváků skupiny, jejichž rozložení vokálů je rovnoměrné. Zvuk kapely tíhne k hard rocku nu metalu. Časté používání recitativ a ječení je přibližuje k rapcoru a metalcoru.
Obrázek písmena O nahrazující v logu název skupiny se nazývá kyberpacifický. Získá se překrytím písmen «С», «Л», «О», «Т» na sebe.

### Sestava skupiny
| Současná sestava - Лобанов, Игорь Владимирович - Igor «KEŠ» Vladimirovič Lobanov — zpěv (2002 — současnost) - Ставрович, Дария Сергеевна - Darija «Nuki» Sergejevna Stavrovič — zpěv (2006 — současnost) - Сергей «ID» Боголюбский - Sergej «ID» Bogoljubskij — kytara, aranžmá, zadní — zpěv (2002 — současnost) - Никита Муравьев -Nikita Muravjev — Baskytara (2014 — současnost) - Горшков, Василий (музыкант)-Vasilij Gorškov — bicí (2015 — současnost) | Dřívější členové - Денис «Дэн» Хромых - Denis «Den» Chromych — kytara (2002—2004) - Алексей «Proff» Назарчук - Alexej «Proff» Nazarčuk — bubny (2002—2004) - Дольникова, Теона Валентиновна - Těona «Těka» Dolnikova — zpěv (2002—2003) - Елина, Ульяна Алексеевна - Uljana «IF» Alexejevna Jelina — zpěv (2003—2006) - Михаил «muxeu4» Королёв - Mixail «muxeu4» Koroljov — baskytara (2004—2006) - Михаил «MiX» Петров - Michail «MiX» Petrov — Bas kytara (2006—2009) - Никита «NiXoN» Симонов - Nikita «NiXoN» Simonov — baskytara (2009—2014) - Качанов, Кирилл Владимирович - Kirill «Dudu» Vladimirovič Kačanov — bicí (2004—2015) |

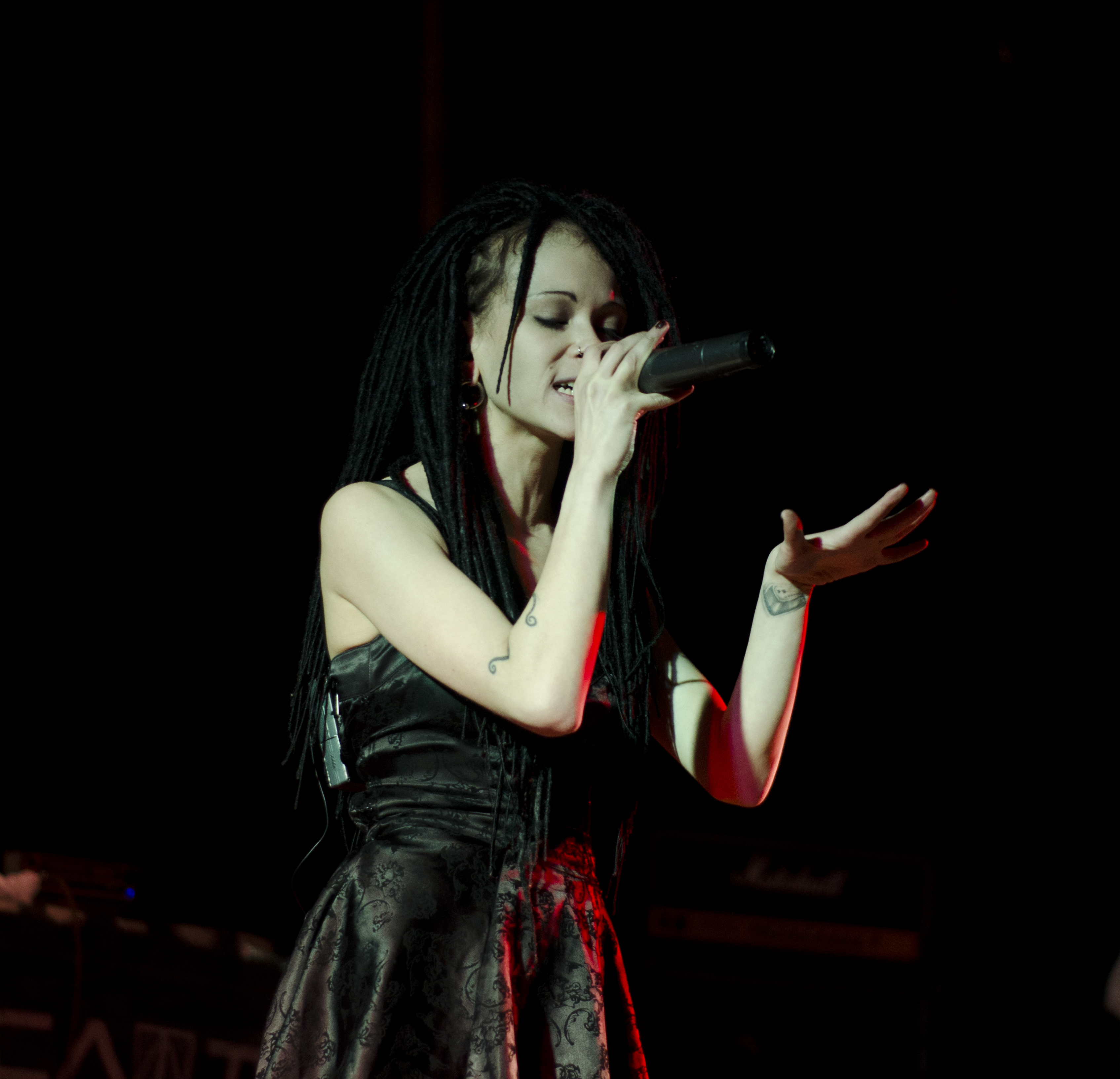
Nuki

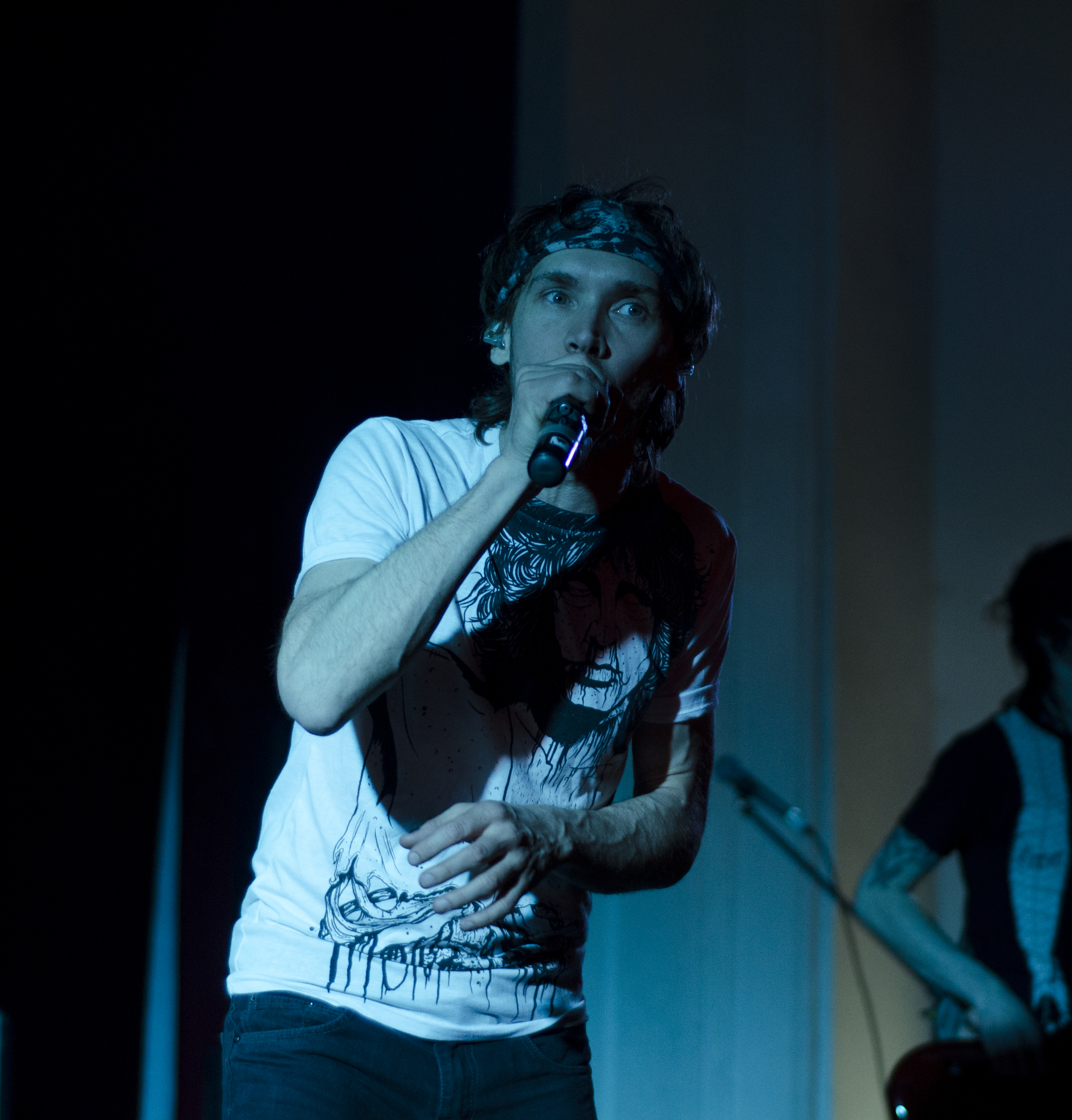
KEŠ

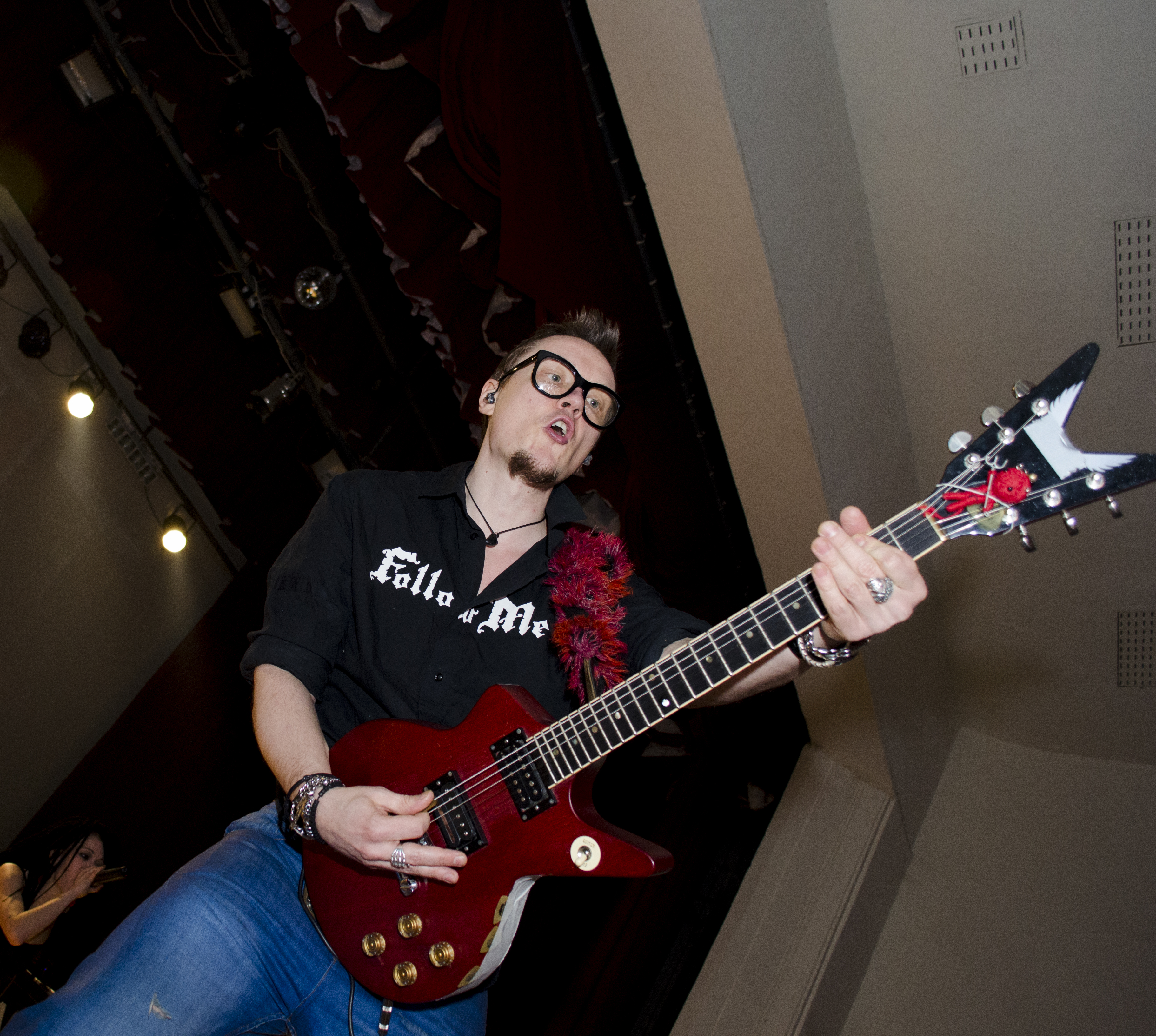
Id

## Diskografie
| Rok  | Název                                      | Nakladatelství          |
| ---- | ------------------------------------------ | ----------------------- |
| 2003 | Slot 1                                     | M2BA                    |
| 2006 | 2 Vojny «2 Войны»                          | М2BA, ЭМ И НЕМ          |
| 2007 | Triniti «Тринити»                          | М2BA                    |
| 2009 | 4ever                                      | М2BA, M2                |
| 2011 | Break The Code                             | М2BA, Neurodisc Records |
| 2011 | F5                                         | Союз                    |
| 2013 | Šestoj «Шестой»                            | М2BA                    |
| 2016 | Septima                                    | М2BA                    |
| 2018 | 200 kvt «200 кВт»                          | М2BA                    |
| 2020 | In da chaos. Re-play «Ин да хаос. Re-play» | М2BA                    |
| 2021 | Insinkt vyživanija «Инстинкт выживания»    | М2BA                    |
| 2022 | Два разнух.The Best                        |                         |

| Rok  | Název                                      | Nakladatelství |
| ---- | ------------------------------------------ | -------------- |
| 2008 | KiSLOTa — 1 Kaplja «КиСЛОТа — 1 капля»     | M2BA           |
| 2015 | СЛОТ vs Johnny Beast — kiSLOTa «киСЛОТа 2» | M2BA           |

| Rok  | Název      | Nakladatelství |
| ---- | ---------- | -------------- |
| 2010 | Mirrors    |                |
| 2015 | Boj «Бой!» | M2BA           |

| Rok  | Název             | Nakladatelství                      |
| ---- | ----------------- | ----------------------------------- |
| 2010 | The Best Of…      | M2BA Firma zápisu Nikitin «Никитин» |
| 2017 | #SLOT15 «#СЛОТ15» | M2BA                                |

| Samostatné písně \| Rok \| Název písně \| Album \| \| ---- \| ---------------------------------------------------------------------------------------------- \| ------------------------- \| \| 2003 \| Odin «Одни» \| Slot 1 \| \| 2006 \| 2 vojny «2 войны» \| 2 Войны \| \| 2007 \| Mjortvye «Мёртвые звёзды» \| Triniti «Тринити» \| \| 2007 \| Triniti«Тринити» \| Triniti «Тринити» \| \| 2007 \| Doska «Доска» \| Triniti «Тринити» \| \| 2008 \| Oni ybili Kenni «Они убили Кенни» \| Triniti «Тринити» \| \| 2009 \| «Alfa-Ромео + Beta-Джульетта» \| 4ever (альбом)\\|4ever \| \| 2009 \| Anime «Аниме» \| 4ever (альбом)\\|4ever \| \| 2009 \| Angel O.K. «Ангел О. К.» \| 4ever (альбом)\\|4ever \| \| 2010 \| Zerkala «Зеркала» \| 4ever (альбом)\\|4ever \| \| 2010 \| Lego «Лего» \| F5 (альбом)\\|F5 \| \| 2011 \| «Kill Me Baby One More Time» \| F5 (альбом)\\|F5 \| \| 2011 \| Sumerki «Сумерки» \| F5 (альбом)\\|F5 \| \| 2012 \| Odinokije Ljudi «Одинокие люди» \| F5 (альбом)\\|F5 \| \| 2013 \| Angel ili demon «Ангел или демон» \| Шестой (альбом)\\|Шестой \| \| 2013 \| Pokoleno «Поколено» \| Шестой (альбом)\\|Шестой \| \| 2014 \| Stjokla revoljucii «Стёкла революции» \| píseň bez alba \| \| 2015 \| Cila pritjaženija «Сила притяжения» \| píseň bez alba \| \| 2015 \| Močit, kak chočet! «Мочит, как хочет!» \| Septima \| \| 2015 \| Strach i agressija «Страх и агрессия» \| Septima \| \| 2016 \| Krugi na vodje «Круги на воде» \| Septima \| \| 2017 \| Drevnjerusskaja duša «Древнерусская душа» (hostující. Njejromonach feofan «Нейромонах Феофан») \| Неальбомный сингл \| \| 2018 \| Na Mars «На Марс!» \| 200 кВт (альбом)\\|200 кВт \| \| 2018 \| Kukuška «Кукушка» \| 200 кВт (альбом)\\|200 кВт \| \| 2019 \| MOSKVA «МОСКВА» \| Инстинкт выживания \| \| 2020 \| Stadija gnjeva «Стадия гнева» \| Инстинкт выживания \| \| 2021 \| Instinkt vyživanija «Инстинкт выживания» \| Инстинкт выживания \| \| 2022 \| Злo (Zlo) \| \| | Hudba k filmovým a herním projektům - Bumer «Бумер» - Ochota na piranju «Охота на пиранью» - Boj s tenju 2: Revanš «Бой с тенью 2: Реванш» - My iz buduščego «Мы из будущего» - (Film)\|Stritrejsery «Стритрейсеры» - Half-Life: Paranoia (pro Half-Life) - Boj s tenju 3D: Poslednij raund «Бой с тенью 3D: Последний раунд» - (televizní seriál, Rusko)\|Angel ili demon «Ангел или демон» - Vladenie 18 «Владение 18» |                           |
| Rok | Název písně | Album                     |
| 2003 | Odin «Одни» | Slot 1                    |
| 2006 | 2 vojny «2 войны» | 2 Войны                   |
| 2007 | Mjortvye «Мёртвые звёзды» | Triniti «Тринити»         |
| 2007 | Triniti«Тринити» | Triniti «Тринити»         |
| 2007 | Doska «Доска» | Triniti «Тринити»         |
| 2008 | Oni ybili Kenni «Они убили Кенни» | Triniti «Тринити»         |
| 2009 | «Alfa-Ромео + Beta-Джульетта» | 4ever (альбом)\|4ever     |
| 2009 | Anime «Аниме» | 4ever (альбом)\|4ever     |
| 2009 | Angel O.K. «Ангел О. К.» | 4ever (альбом)\|4ever     |
| 2010 | Zerkala «Зеркала» | 4ever (альбом)\|4ever     |
| 2010 | Lego «Лего» | F5 (альбом)\|F5           |
| 2011 | «Kill Me Baby One More Time» | F5 (альбом)\|F5           |
| 2011 | Sumerki «Сумерки» | F5 (альбом)\|F5           |
| 2012 | Odinokije Ljudi «Одинокие люди» | F5 (альбом)\|F5           |
| 2013 | Angel ili demon «Ангел или демон» | Шестой (альбом)\|Шестой   |
| 2013 | Pokoleno «Поколено» | Шестой (альбом)\|Шестой   |
| 2014 | Stjokla revoljucii «Стёкла революции» | píseň bez alba            |
| 2015 | Cila pritjaženija «Сила притяжения» | píseň bez alba            |
| 2015 | Močit, kak chočet! «Мочит, как хочет!» | Septima                   |
| 2015 | Strach i agressija «Страх и агрессия» | Septima                   |
| 2016 | Krugi na vodje «Круги на воде» | Septima                   |
| 2017 | Drevnjerusskaja duša «Древнерусская душа» (hostující. Njejromonach feofan «Нейромонах Феофан») | Неальбомный сингл         |
| 2018 | Na Mars «На Марс!» | 200 кВт (альбом)\|200 кВт |
| 2018 | Kukuška «Кукушка» | 200 кВт (альбом)\|200 кВт |
| 2019 | MOSKVA «МОСКВА» | Инстинкт выживания        |
| 2020 | Stadija gnjeva «Стадия гнева» | Инстинкт выживания        |
| 2021 | Instinkt vyživanija «Инстинкт выживания» | Инстинкт выживания        |
| 2022 | Злo (Zlo) |                           |

## Videografie
Videoklipy
| Rok  | Název                                          | Album                                                                      |
| ---- | ---------------------------------------------- | -------------------------------------------------------------------------- |
| 2003 | Одни                                           | Slot 1                                                                     |
| 2006 | 2 Vojny «2 войны»                              | 2 Войны                                                                    |
| 2007 | Mjortvyje zvjozdy «Мёртвые звёзды»             | Тринити (альбом)\|Тринити                                                  |
| 2008 | Oni ubili Kenni «Они убили Кенни»              | Тринити (альбом)\|Тринити                                                  |
| 2009 | Angel O.k «Ангел О. К.»                        | 4ever                                                                      |
| 2010 | Doska «Доска»                                  | Triniti «Тринити»                                                          |
| 2010 | Zerkala «Зеркала»                              | 4ever                                                                      |
| 2010 | Lego «Лего»                                    | F5                                                                         |
| 2010 | Alone                                          | Break The Code                                                             |
| 2011 | Kill Me Baby One More Time                     | F5 (альбом)\|F5                                                            |
| 2011 | Sumerki «Сумерки»                              | F5 (альбом)\|F5                                                            |
| 2012 | Odinokie ljudi «Одинокие люди»                 | F5 (альбом)\|F5                                                            |
| 2013 | Ангел или демон                                | Шестой (альбом)\|Šestoj «Шестой»                                           |
| 2013 | Jesli «Если»                                   | Шестой (альбом)\|Šestoj «Шестой»                                           |
| 2014 | Prostočelovek «Просточеловек»                  | Шестой (альбом)\|Šestoj «Шестой»                                           |
| 2014 | Boj «Бой»                                      | Шестой (альбом)\|Šestoj «Шестой»                                           |
| 2015 | Močit, kak chočet «Мочит, как хочет!»          | Septima                                                                    |
| 2016 | Krugi na vode «Круги на воде»                  | Septima                                                                    |
| 2018 | Na Mars «На Марс!»                             | 200 кВт (альбом)\|200 kVt «200 кВт»                                        |
| 2019 | 200 kVt «200 кВт»                              | 200 кВт (альбом)\|200 kVt «200 кВт»                                        |
| 2019 | Zož «ЗОЖ»                                      | 200 кВт (альбом)\|200 kVt «200 кВт»                                        |
| 2019 | «Москва»                                       | Instinkt vyživanija «Инстинкт выживания»                                   |
| 2020 | Vselennaja «Вселенная»                         | 200 kVt «200 кВт»                                                          |
| 2020 | Стадия гнева                                   | Инстинкт выживания (альбом СЛОТ)\|Instinkt vyživanija «Инстинкт выживания» |
| 2021 | 17 let «17 лет»                                | Инстинкт выживания (альбом СЛОТ)\|Instinkt vyživanija «Инстинкт выживания» |
| 2021 | Mjortvye zvjozdy «Мёртвые звёзды» (4K Edition) | Triniti «Тринити»                                                          |
| 2021 | 2 vojny «2 войны» (4K Edition)                 | 2 vojny «2 Войны»                                                          |
| 2021 | Angel O.K «Ангел О.К.» (4K Edition)            | 4ever                                                                      |

DVD
| Rok  | Název        | Nakladatelství | Popis |
| ---- | ------------ | -------------- | --- |
| 2008 | Live & Video | АиБ, A-One Rec | Album obsahuje žívé vystoupení v Jekatěrinburgu a videoklipy. Koncertní část DVD byla natočena v rámci Triniti-Tura «Тринити-Тура». Verze koncertu obsahuje 18 písní z alb Triniti, 2 vojny, Slot 1 «Тринити, 2 Войны». Album obsahuje repertáže ze zákulisí kapely a některé události ze života členů kapely. |
| 2017 | #REDLIVE     | М2БА           | DVD #REDLIVE bylo natočené 27 února 2016 na moskevském koncertě při prezentaci alba SEPTIMA. Za posledích 10 let první koncertní DVD «#REDLIVE» jak ve video tak audio formátu. |

## Ocenění
- Nejlepší zpěv RAMP 2005 — Ульяна «IF» Елина
- Hit roku Russian Alternative Music Prize|RAMP 2006 — píseň 2 vojny «2 войны»
- Hit roku Russian Alternative Music Prize|RAMP 2008 — píseň Oni ybili Kenni «Они убили Кенни»
- Čartova Djužina 2020 «ЧАРТОВА ДЮЖИНА 2020»[19] nominace «Solistka» — Darija Stavrovič

## Galerie

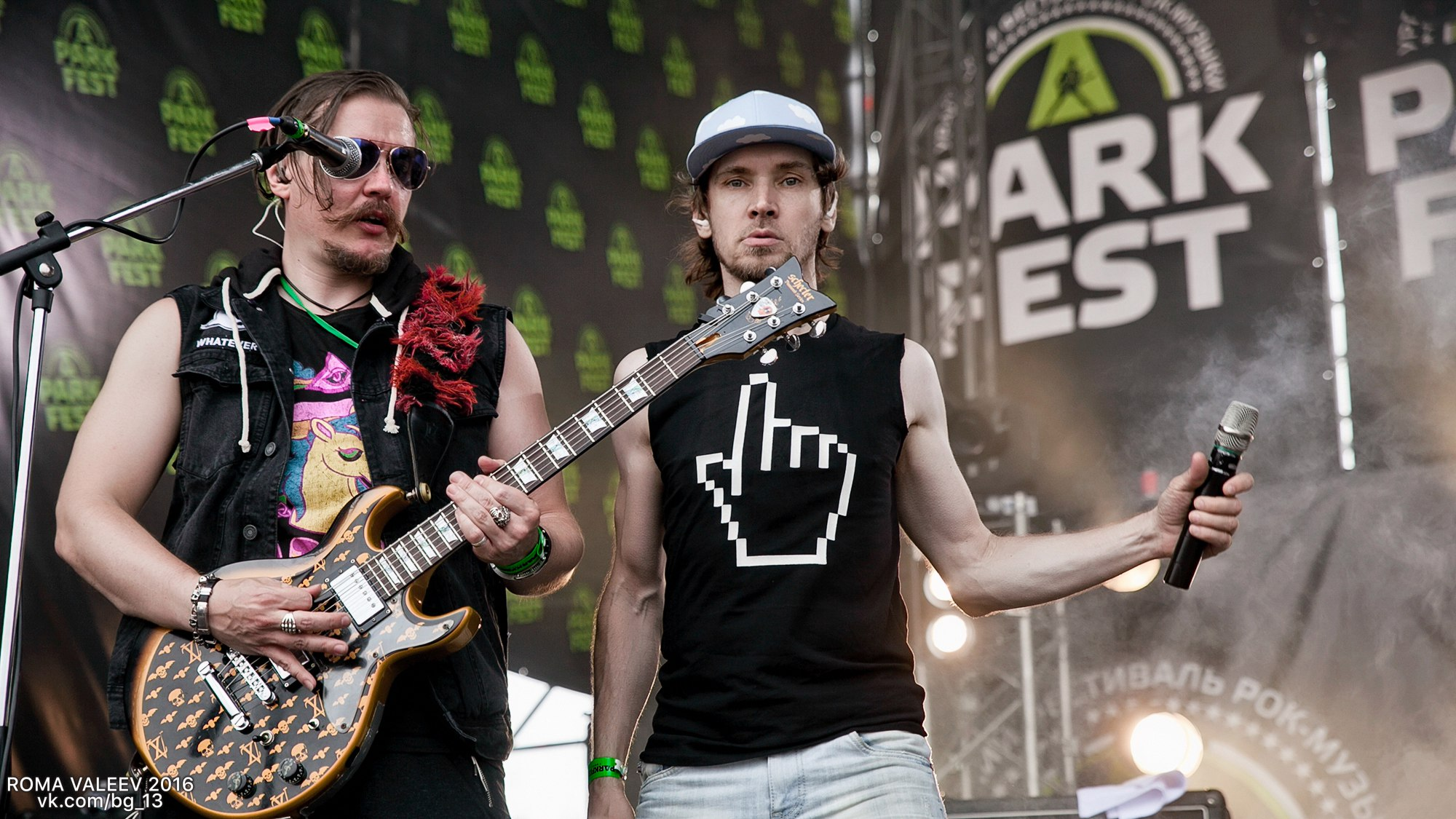
Slot 2016
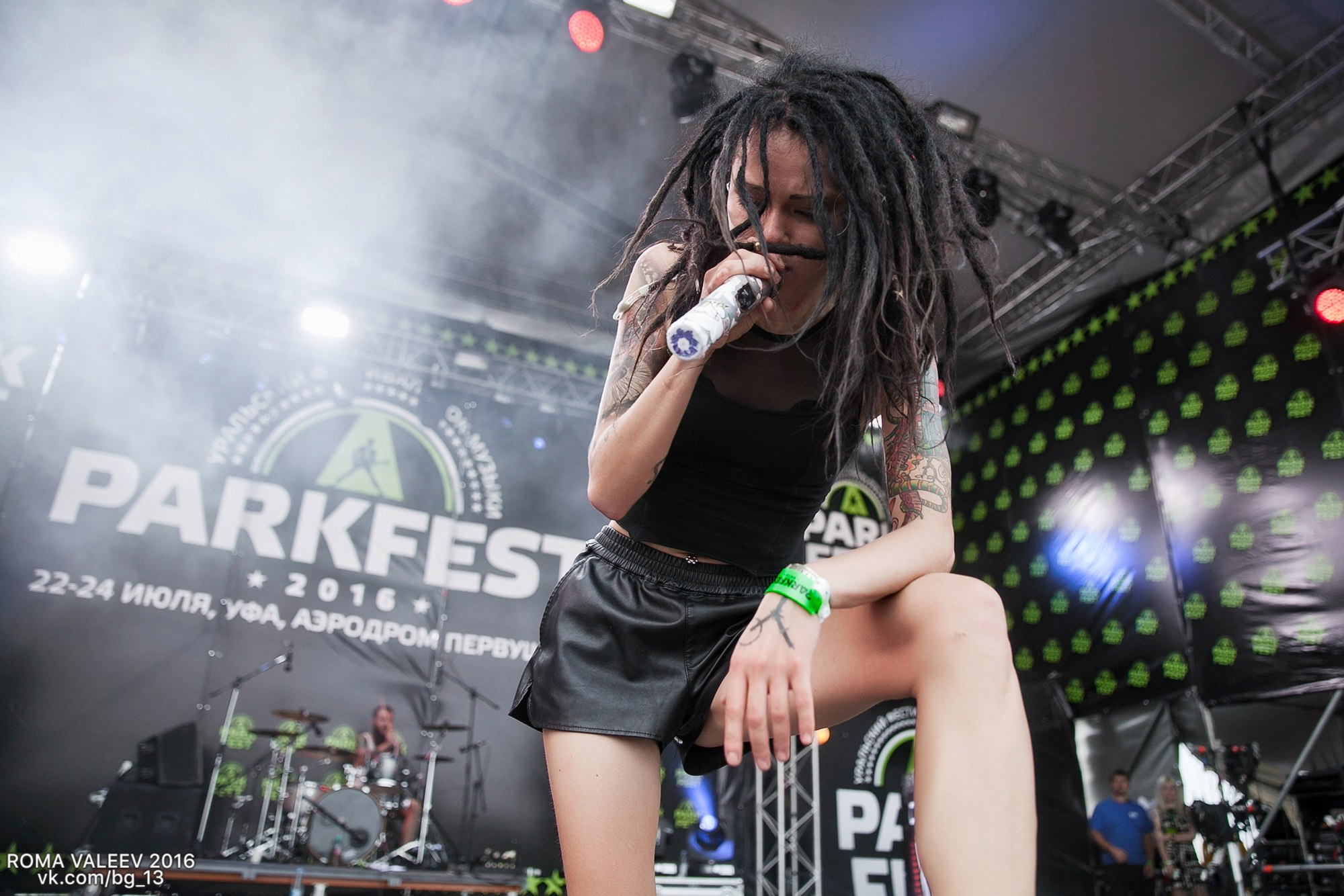
Slot 2016
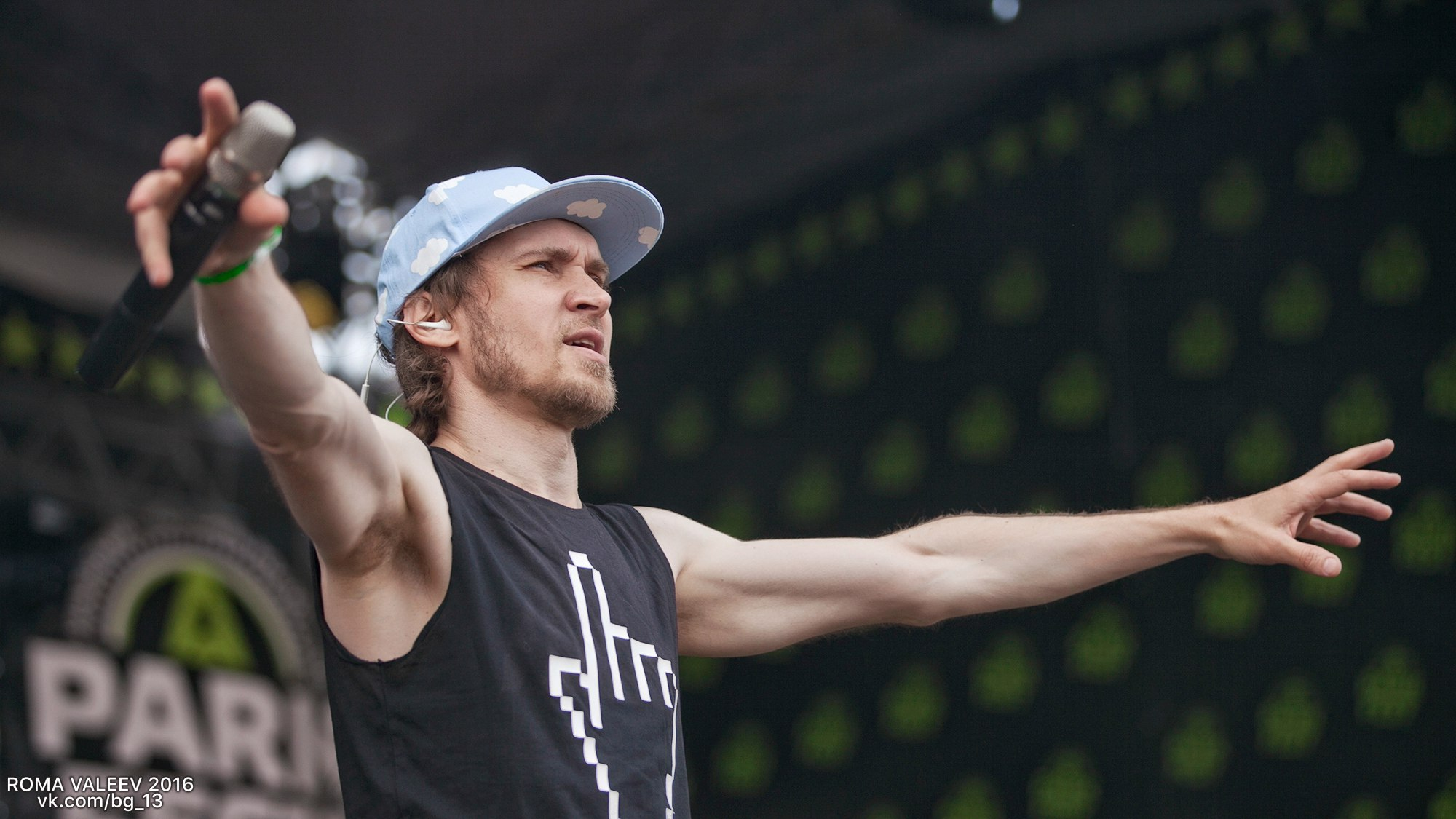
Slot 2016
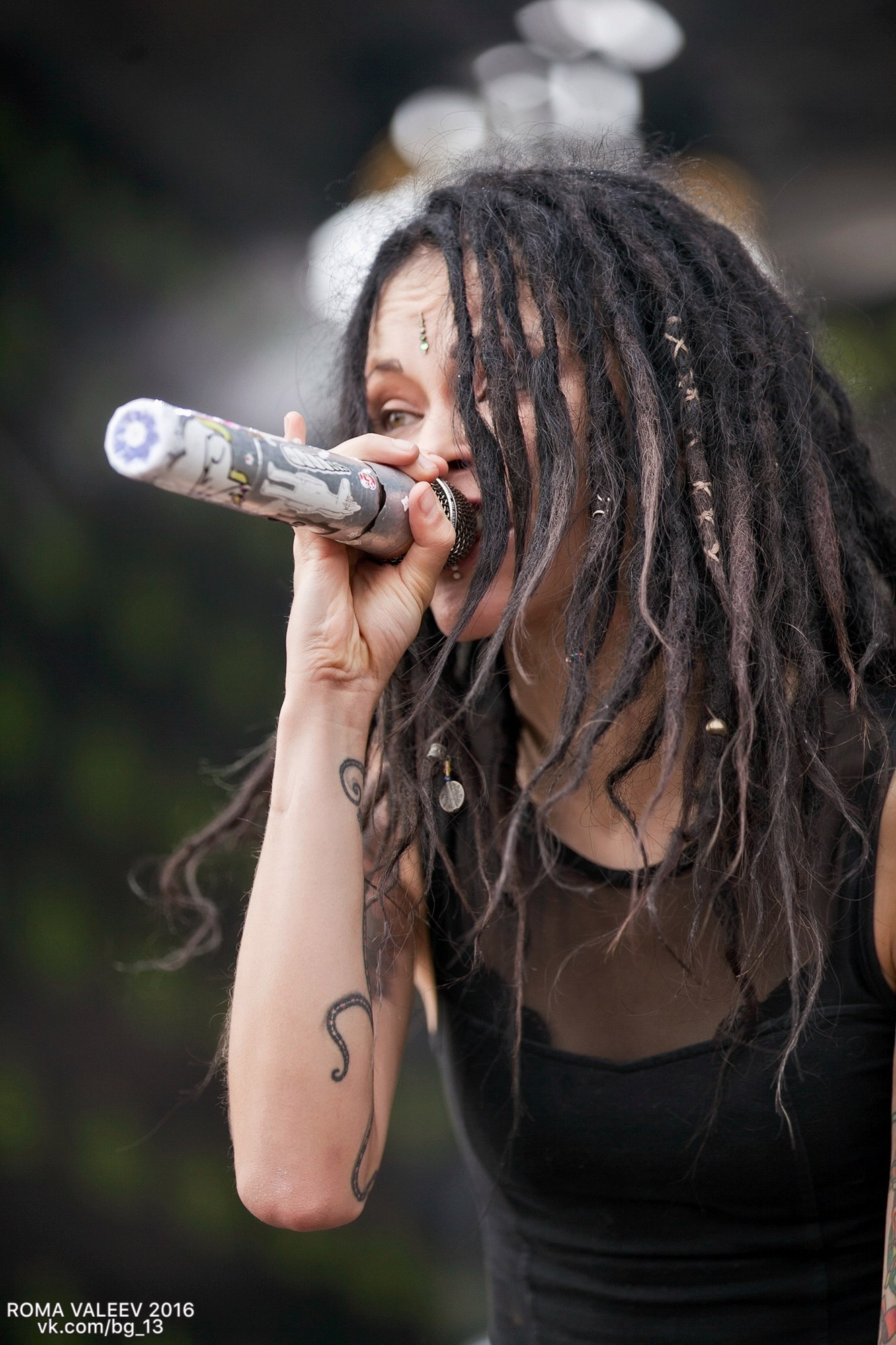
Slot 2016
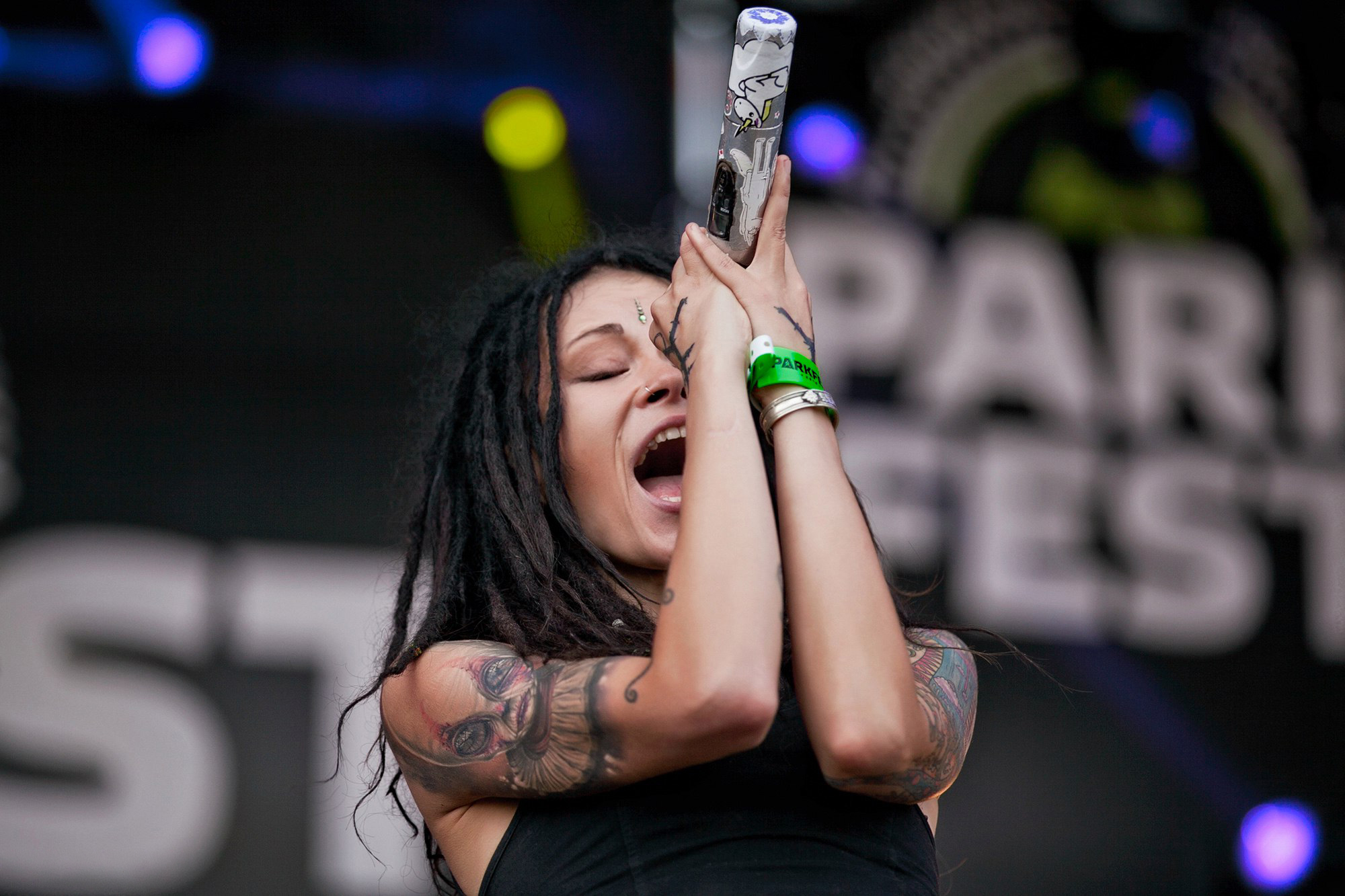
Slot 2016
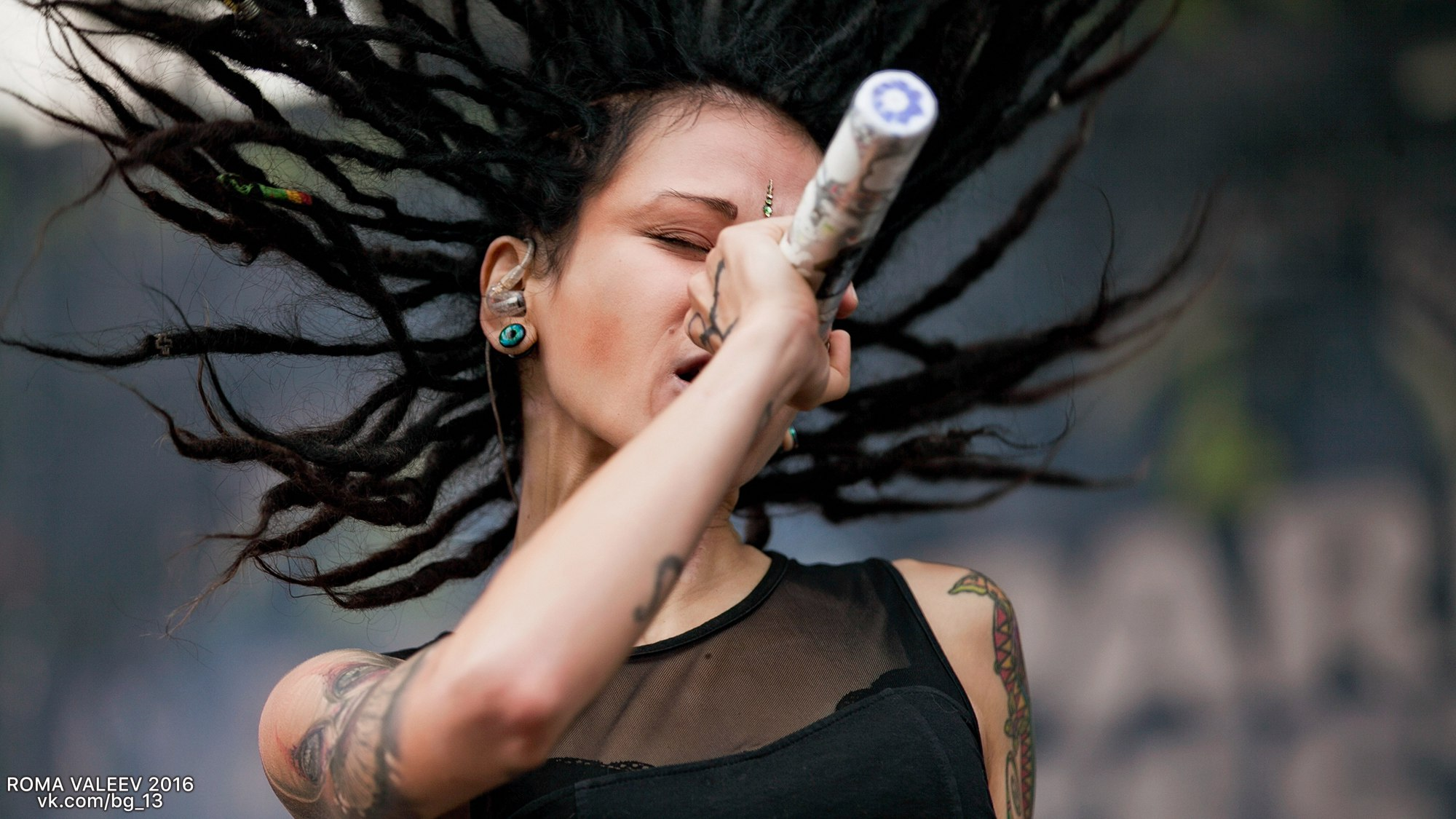
Slot 2016
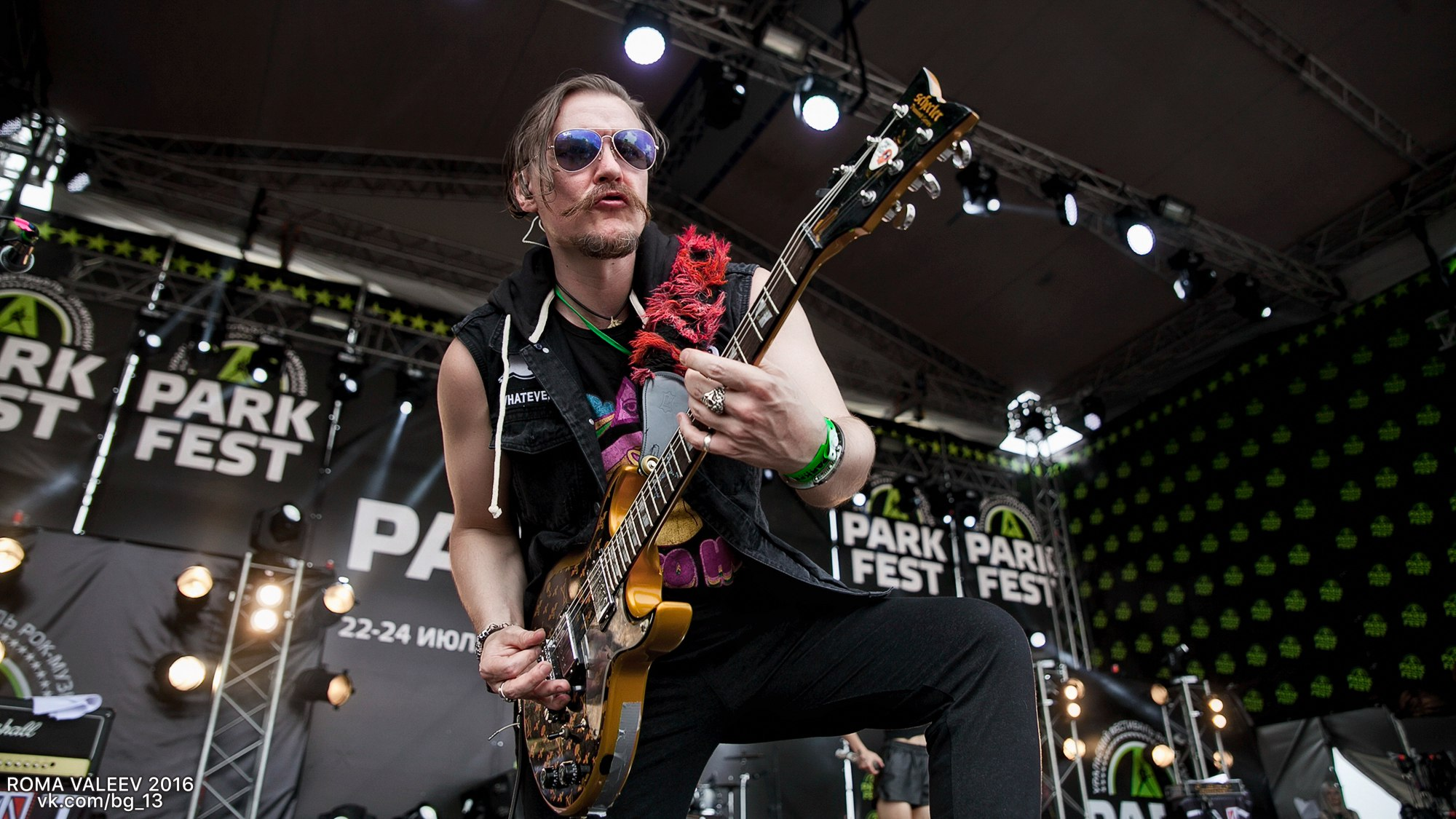
Slot 2016
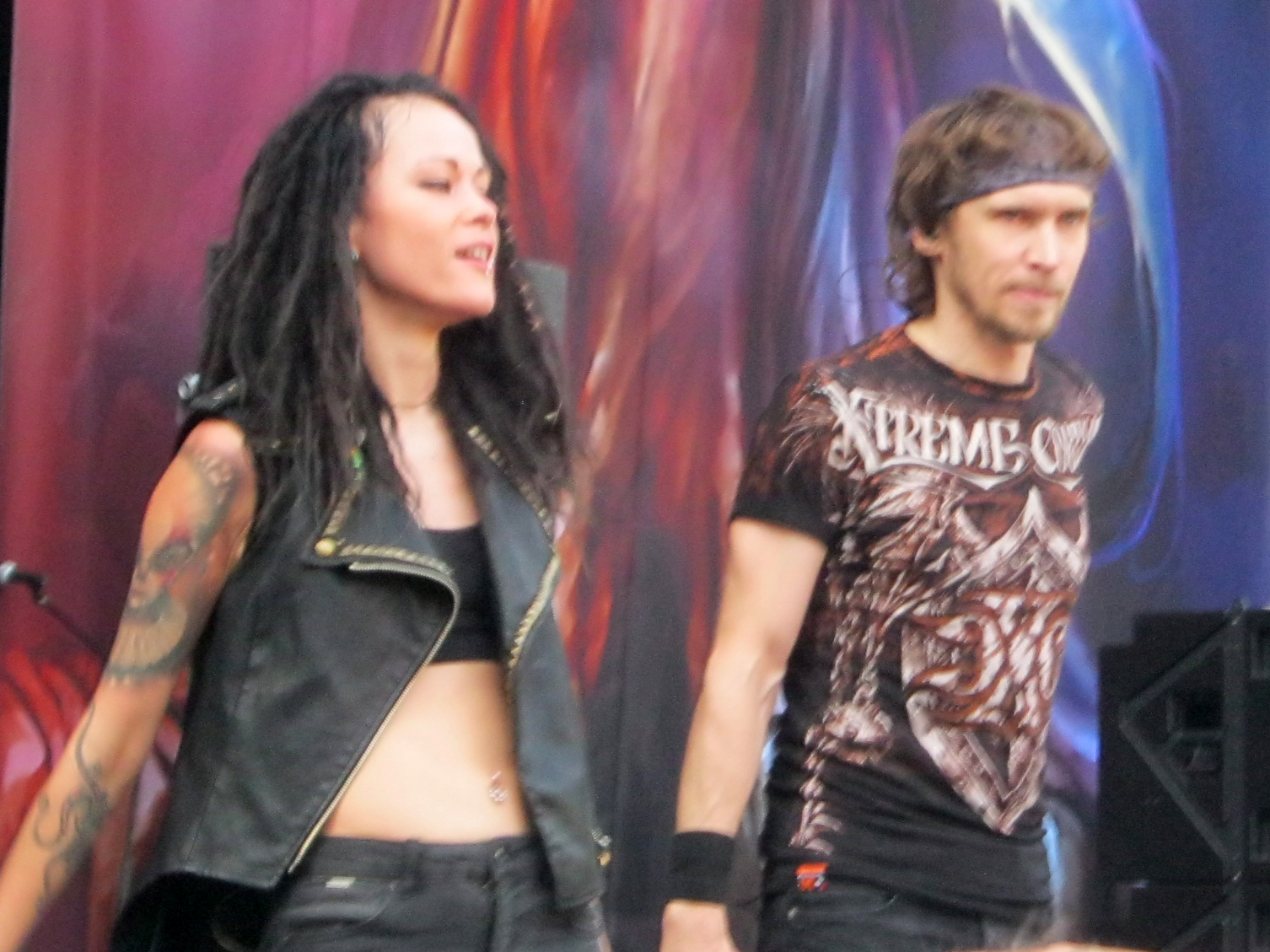
Ariafest 2016